# モリチャバネゴキブリ
モリチャバネゴキブリ（森茶翅蜚蠊、学名: Blattella nipponica）は、ゴキブリ目チャバネゴキブリ科に属する昆虫の一種。チャバネゴキブリなどに代表される都市型のゴキブリではなく、森林性のゴキブリである。

## 形態
体長11.5-12.5mm、前翅長11-12mm。
チャバネゴキブリに形態は似るが、前胸背の1対の黒条はやや太く後方で接近し、腹部第7節には短い剛毛がある点で識別される。また、チャバネゴキブリと違って、本種の成虫は自由に飛翔できる。

## 生態
日本では本州（千葉県・山形県以西）、四国、九州、伊豆諸島、対馬、種子島、奄美大島の平地〜低山地帯に分布する。また、韓国の済州島にも分布する。
名前に「森」と付くが、森林だけでなく草地にも多く見られ、それらの地帯の落ち葉、枯れ草の堆積を棲み処とする。またおもな食物はそれらの枯死植物質である。なお、ギンリョウソウの果肉を介して種子を散布するなど一部の植物と共生関係を取ることがある。
夜行性。春から秋にかけて活動し、成虫は地上からごく低空をヒラヒラと盛んに飛び回り、付近の灯火に飛来する場合もある。森林の場合、クヌギ等の樹液を吸っている例もみられる。
明治・大正時代にはチャバネゴキブリと混同され、害虫扱いされていたこともある。が、人家ではみられない昆虫である。

## 近縁種
- チャバネゴキブリ Blattella germanica

全世界に分布。
- ヒメチャバネゴキブリ Blattella lituricollis

九州、南西諸島に分布。